# Хоному (Хаваји)
Хоному (енгл. Honomu) насељено је место за статистичке потребе у америчкој савезној држави Хаваји. По попису становништва из 2010. у њему је живело 509 становника.

## Демографија
Према попису становништва из 2010. у граду је живело 509 становника, што је -32 (-5.9%) становника више него 2000. године.
| Група             | 2000.       | 2010.       |
| Белци             | 115 (21,3%) | 148 (29,1%) |
| Афроамериканци    | 0 (0,0%)    | 2 (0,4%)    |
| Азијати           | 162 (29,9%) | 142 (27,9%) |
| Хиспаноамериканци | 66 (12,2%)  | 63 (12,4%)  |
| Укупно            | 541         | 509         |